# Laboulbenia filifera
Laboulbenia filifera Thaxt. – gatunek grzybów z rzędu owadorostowców (Laboulbeniales). Pasożyt owadów.

## Systematyka i nazewnictwo
Pozycja w klasyfikacji według Index Fungorum: Laboulbenia, Laboulbeniaceae, Laboulbeniales, Laboulbeniomycetidae, Laboulbeniomycetes, Pezizomycotina, Ascomycota, Fungi.
Gatunek ten po raz pierwszy opisał w 1893 r. Roland Thaxter w USA na gatunkach owadów Anisodactylus harrisii, Anisodactylus nigerimus, Anisodactylus interpunctatus.

## Charakterystyka
Grzyb entomopatogeniczny, pasożyt zewnętrzny owadów. Nie powoduje śmierci owada i zazwyczaj wyrządza mu niewielkie szkody. W Polsce Tomasz Majewski opisał jego występowanie na chrząszczu Anisodactylus memorivagus z rodziny biegaczowatych (Carabidae).

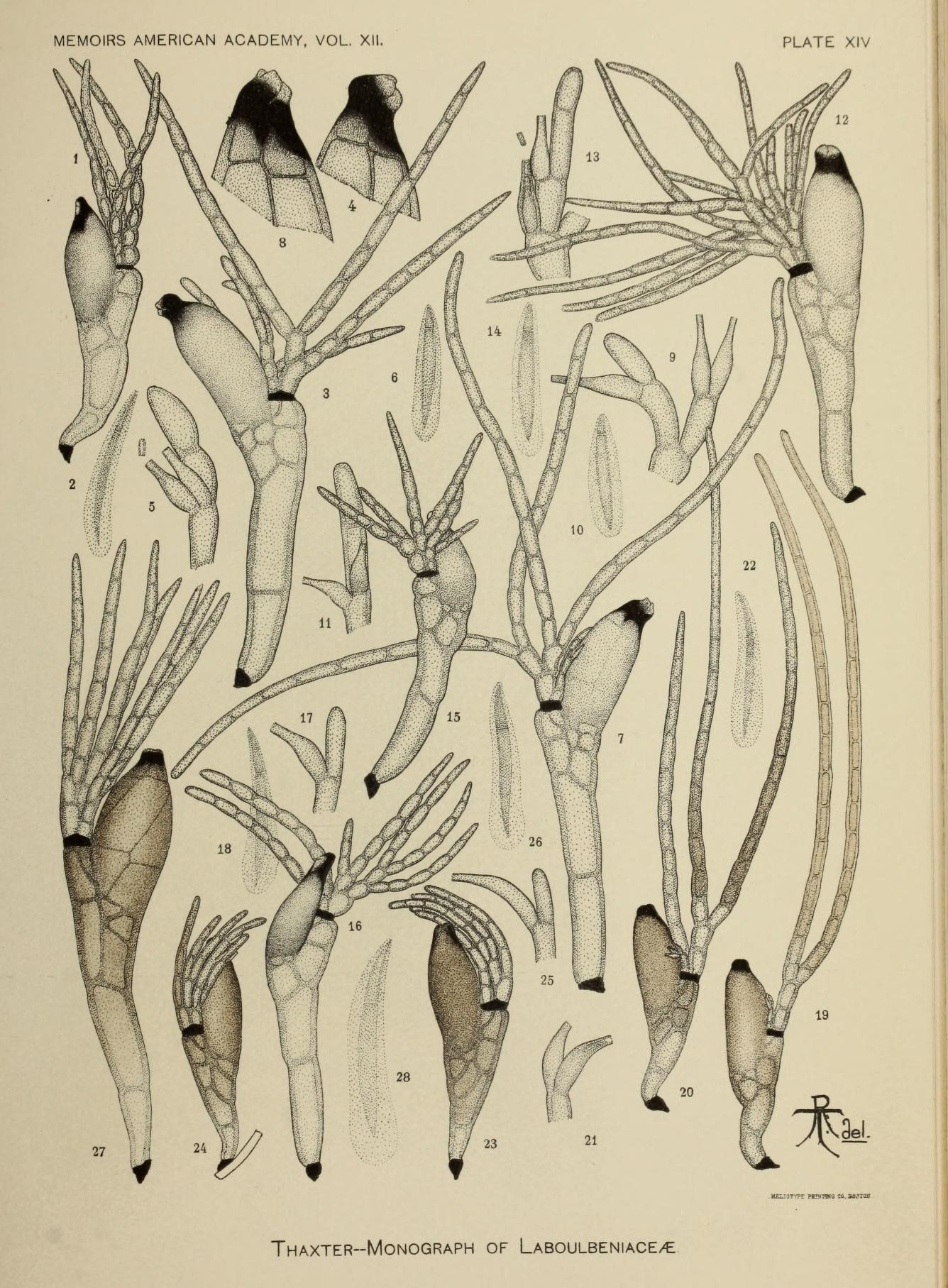
Laboulbenia filifera nr 19-22. Pozostałe to inne gatunki Laboulbenia